# HD134759
HD134759 — подвійна зоря. 
Ця подвійна система має видиму зоряну величину в смузі V приблизно 5,1.
Вона розташована на відстані близько 376,6 світлових років від Сонця.

## Подвійна зоря
Головна зоря цієї системи належить до хімічно пекулярних зір й має спектральний клас B9.
В той же час спектральний клас іншої компоненти залишається  ще не визначеним.

## Фізичні характеристики
Зоря HD134759 обертається 
досить швидко 
навколо своєї осі. Проєкція її екваторіальної швидкості на промінь зору становить  Vsin(i)= 54км/сек.

## Магнітне поле
Спектр даної зорі вказує на наявність магнітного поля у її зоряній атмосфері.
Напруженість повздовжної компоненти поля оціненої з аналізу
наявних ліній металів
становить  319,9± 415,0 Гаус.